# Maxwell Cabelino Andrade
Maxwell Scherrer Cabelino Andrade, conegut futbolísticament com a Maxwell Andrade o simplement Maxwell, (Cachoeiro de Itapemirim, Brasil, 1981) és un exfutbolista brasiler amb passaport neerlandès que va jugar, gairabé tot el seu recorregut, com a lateral esquerre a: l'AFC Ajax i a l'Inter de Milà; abans d'arribar al FC Barcelona la temporada 2009-2010. El 12 de gener de 2012 va ser traspassat al PSG per 4 milions d'euros, equip en el qual finalment es retiraria. En el moment de la seva retirada, era el futbolista en actiu amb més títols d'Europa, amb 35.

## Biografia
Nascut a Cachoeiro de Itapemirim el 27 d'agost del 1981, Maxwell Andrade va començar a jugar a futbol al Cruzeiro brasiler. L'estiu del 2001 va participar amb el primer equip del Cruzeiro en un torneig d'estiu disputat als Països Baixos. Allí el van veure el responsables esportius de l'Ajax, que el van fitxar.
Va jugar quatre temporades i mitja a l'Eredivise, fins que es va lesionar el genoll (trencament dels lligaments creuats del genoll dret) i va estar vuit mesos de baixa. Quan es va recuperar, ja ho va fer com a jugador de l'Inter, equip amb qui havia signat un precontracte, on arribava amb la carta de llibertat. No va debutar, però, a la Serie A del Calcio fins a la temporada 2006-2007.
Les seves temporades a un gran nivell amb l'Inter han fet que altres grans clubs europeus es fixessin en ell i finalment el FC Barcelona el va fitxar el 15 de juliol del 2009 per 4,5 milions d'euros més 0,5 en concepte de variables. Fou presentat el 17 de juliol del 2009 a la sala París de les instal·lacions del Camp Nou i després de la conferència de premsa i de les fotografies, presentat al públic sobre la gespa del Mini Estadi del FC Barcelona davant d'unes 2.500 persones, segons fonts del club.
El 28 d'agost de 2009 fou suplent en el partit de la Supercopa d'Europa que enfrontà el Barça contra l'FC Xakhtar Donetsk, que l'equip blaugrana guanyà per 1 a 0 en la pròrroga.
El 7 de maig de 2014 el seleccionador brasiler Luiz Felipe Scolari el va incloure a la llista final de 23 jugadors que representaran el Brasil a la Copa del Món de Futbol de 2014.

## Estadístiques
Dades estadístiques a 2 de gener de 2012:
| Temporada   | Equip        | Lliga       | Lliga   | Lliga | Copa | Copa    | Copa | Europa | Europa  | Europa | Altres | Altres  | Altres | Total   | Total |
| Temporada   | Equip        | Comp        | Partits | Gols  | Comp | Partits | Gols | Comp   | Partits | Gols   | Comp   | Partits | Gols   | Partits | Gols  |
| ----------- | ------------ | ----------- | ------- | ----- | ---- | ------- | ---- | ------ | ------- | ------ | ------ | ------- | ------ | ------- | ----- |
| 2000        | Cruzeiro     | Sèrie A     | 0       | 0     | -    | -       | -    | -      | -       | -      | -      | -       | -      | 0       | 0     |
| 2001/2002   | AFC Ajax     | Erediviese  | 24      | 0     | -    | -       | -    | LC     | 1       | 0      | -      | -       | -      | 25      | 0     |
| 2002/2003   | AFC Ajax     | Erediviese  | 30      | 4     | -    | -       | -    | LC     | 12      | 0      | -      | -       | -      | 42      | 4     |
| 2003/2004   | AFC Ajax     | Erediviese  | 31      | 2     | -    | -       | -    | LC     | 6       | 0      | -      | -       | -      | 37      | 2     |
| 2004/2005   | AFC Ajax     | Erediviese  | 29      | 3     | -    | -       | -    | LC     | 7       | 0      | -      | -       | -      | 36      | 3     |
| 2005/2006   | AFC Ajax     | Erediviese  | 0       | 0     | -    | -       | -    | -      | -       | -      | -      | -       | -      | 0       | 0     |
| Total Ajax  | Total Ajax   | Total Ajax  | 90      | 9     |      |         |      |        | 25      | 0      |        |         |        | 115     | 9     |
| 2005/2006   | Empoli       | Sèrie A     | 0       | 0     | -    | -       | -    | -      | -       | -      | -      | -       | -      | 0       | 0     |
| 2006/2007   | Inter        | Sèrie A     | 22      | 1     | CI   | 5       | 0    | LC     | 2       | 0      | -      | -       | -      | 29      | 1     |
| 2007/2008   | Inter        | Sèrie A     | 32      | 0     | CI   | 4       | 0    | LC     | 7       | 0      | -      | -       | -      | 43      | 0     |
| 2008/2009   | Inter        | Sèrie A     | 25      | 1     | CI   | 3       | 0    | LC     | 4       | 0      | SI     | 1       | 0      | 33      | 1     |
| Total Inter | Total Inter  | Total Inter | 79      | 2     |      | 12      | 0    |        | 13      | 0      |        | 1       | 0      | 105     | 2     |
| 2009/2010   | FC Barcelona | 1a Divisió  | 25      | 0     | CdR  | 3       | 0    | LC     | 7       | 0      | SE     | 0       | 0      | 36      | 0     |
| 2010/2011   | FC Barcelona | 1a Divisió  | 25      | 0     | CdR  | 7       | 1    | LC     | 7       | 0      | SE     | 0       | 0      | 41      | 1     |
| 2011/2012   | FC Barcelona | 1a Divisió  | 7       | 0     | CdR  | 1       | 0    | LC     | 3       | 0      | SE     | 0       | 0      | 12      | 1     |
| Total Barça | Total Barça  | Total Barça | 57      | 0     |      | 11      | 1    |        | 17      | 0      |        | 0       | 0      | 85      | 1     |
| 2011/2012   | Paris SG     | Ligue1      | 1       | 0     | Copa | 0       | 0    | LE     | 0       | 0      |        |         |        | 1       | 0     |
| Total PSG   | Total PSG    | Total PSG   | 1       | 0     |      | 0       | 0    |        | 0       | 0      |        | 0       | 0      | 1       | '     |
| Total       | Total        | Total       | 251     | 11    |      | 23      | 2    |        | 54      | 0      |        | 1       | 0      | 329     | 13    |

## Palmarès

### Títols individuals
- 1 cop Millor jugador de la Lliga neerlandesa (2003-04)
- 1 cop Millor jugador de la Lliga neerlandesa per votació popular (2003-04)

### Títols d'equip
| Títol                        | Club         | Any       |
| ---------------------------- | ------------ | --------- |
| Lliga neerlandesa            | Ajax         | 2001-2002 |
| Copa neerlandesa             | Ajax         | 2002      |
| Supercopa neerlandesa        | Ajax         | 2002      |
| Lliga neerlandesa            | Ajax         | 2003-2004 |
| Supercopa neerlandesa        | Ajax         | 2005      |
| Lliga italiana               | Inter        | 2006-2007 |
| Supercopa italiana           | Inter        | 2006      |
| Lliga italiana               | Inter        | 2007-2008 |
| Supercopa italiana           | Inter        | 2008      |
| Lliga italiana               | Inter        | 2008-2009 |
| Supercopa d'Espanya          | FC Barcelona | 2009      |
| Supercopa d'Europa           | FC Barcelona | 2009      |
| Mundial de Clubs             | FC Barcelona | 2009      |
| Lliga Espanyola              | FC Barcelona | 2010      |
| Supercopa d'Espanya          | FC Barcelona | 2010      |
| Lliga Espanyola              | FC Barcelona | 2011      |
| Lliga de Campions de la UEFA | FC Barcelona | 2010-11   |
| Supercopa d'Espanya          | FC Barcelona | 2011      |
| Supercopa d'Europa           | FC Barcelona | 2011      |
| Mundial de Clubs             | FC Barcelona | 2011      |